# Fouad Renane
Fouad Renane (en arabe : فؤاد رنان) est un footballeur algérien né le 28 avril 1985 à Sétif. Il évoluait au poste de milieu gauche.

## Biographie
Il évolue en première division algérienne avec son club formateur, le MC El Eulma et le WA Tlemcen. Il dispute 88 matchs en inscrivant trois buts en Ligue 1.

## Palmarès
MC El Eulma
- Championnat d'Algérie D2 (1) :
  - Champion : 2007-08.